# Simsenliliengewächse
Die Simsenliliengewächse (Tofieldiaceae) sind eine Pflanzenfamilie in der Ordnung der Froschlöffelartigen (Alismatales). Diese kleine Familie enthält drei bis fünf Gattungen mit etwa 27 Arten. Ihr Verbreitungsgebiet liegt hauptsächlich auf der Nordhalbkugel, außer der südamerikanischen Isidrogalvia.

## Beschreibung

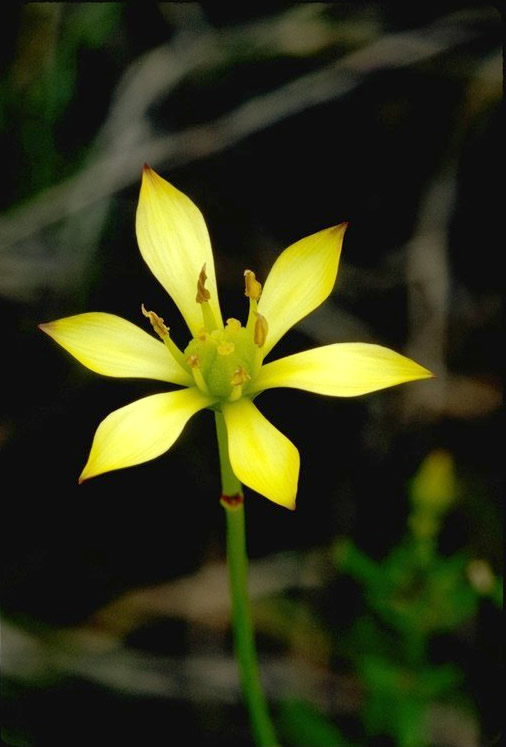
Dreizählige Blüte von Harperocallis flava

### Erscheinungsbild und Laubblätter
Es sind (überwiegend kleine) ausdauernde krautige Pflanzen. Sie bilden Rhizome als Überdauerungsorgane.
Die Laubblätter sind grundständig, wechselständig und zweizeilig angeordnet. Die einfache, parallelnervige Blattspreite ist schwertförmig, isobifacial, meist gefaltet und stark gerippt; es sind oft sogenannte „reitende Blätter“. Die Stomata sind anomocytisch.

### Blütenstände und Blüten
Die Blütenstandsschäfte besitzen ungestielte laubblattähnliche Hochblätter. Die endständigen, traubigen Blütenstände besitzen eine Blütenstandsachse, die sich nach der Befruchtung verlängert. Unter jedem Blütenstiel sitzt ein Tragblatt. Typisch sind die ein- bis meist dreiblättrigen Scheinkelche („calyculus“, daher der Name Tofieldia calyculata), die unter den Blüten sitzen.
Ihre zwittrigen Blüten sind radiärsymmetrisch und dreizählig. Es sind zwei Kreise mit je drei gleichgeformten Blütenhüllblättern vorhanden; sie sind nur an ihrer Basis flach-becherförmig und besitzen prominente Nerven. Es sind neun bis zwölf untereinander freie Staubblätter vorhanden. Die geraden oder eng pfriemförmigen, flachen Staubfäden entspringen dem oberen Rand des flachen Blütenbechers. Die jeweils auf einem separaten Stylodium sitzenden Fruchtblätter sind erst frei und können später verwachsen. Jedes Fruchtblatt enthält viele Samenanlagen. Die Narben sind kopfig.

### Früchte und Samen
Es werden Balgfrüchte und septizide Kapselfrüchte mit meist prominenten Rippen gebildet, die noch von den Blütenhüllblättern umhüllt sind. Die tief-roten, spindelförmigen Samen besitzen eine netzartige, am Ende gestreifte Oberfläche und ein weißes Anhängsel an einem Ende.

### Inhaltsstoffe und Chromosomen
Es sind Steroidsaponine und Chelidonsäure vorhanden. Die Chromosomen sind 0,9 bis 2,5 µm lang. Die Chromosomengrundzahl beträgt x = 15 (selten 14 oder 16).

## Systematik und Verbreitung

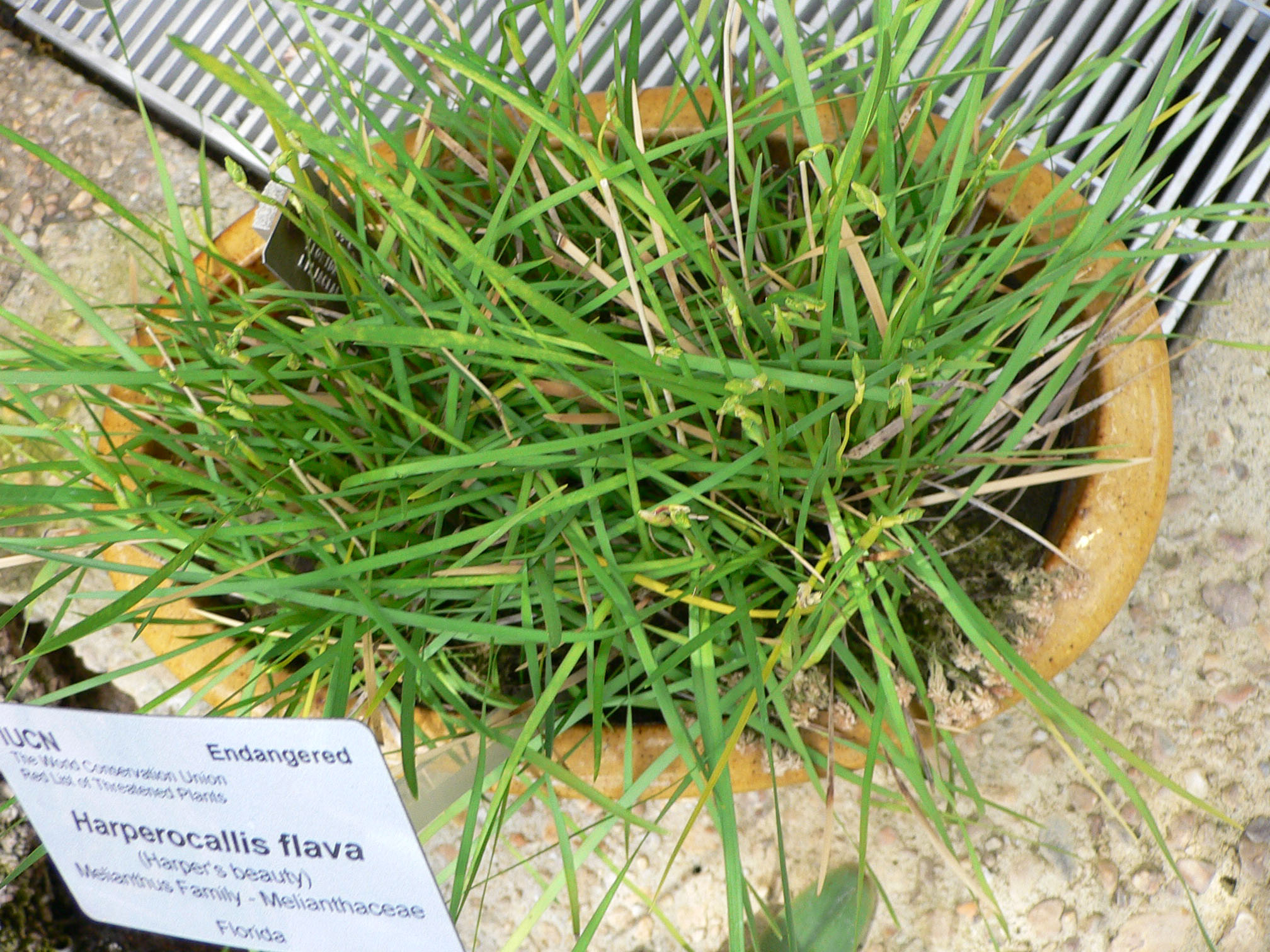
Habitus von Harperocallis flava

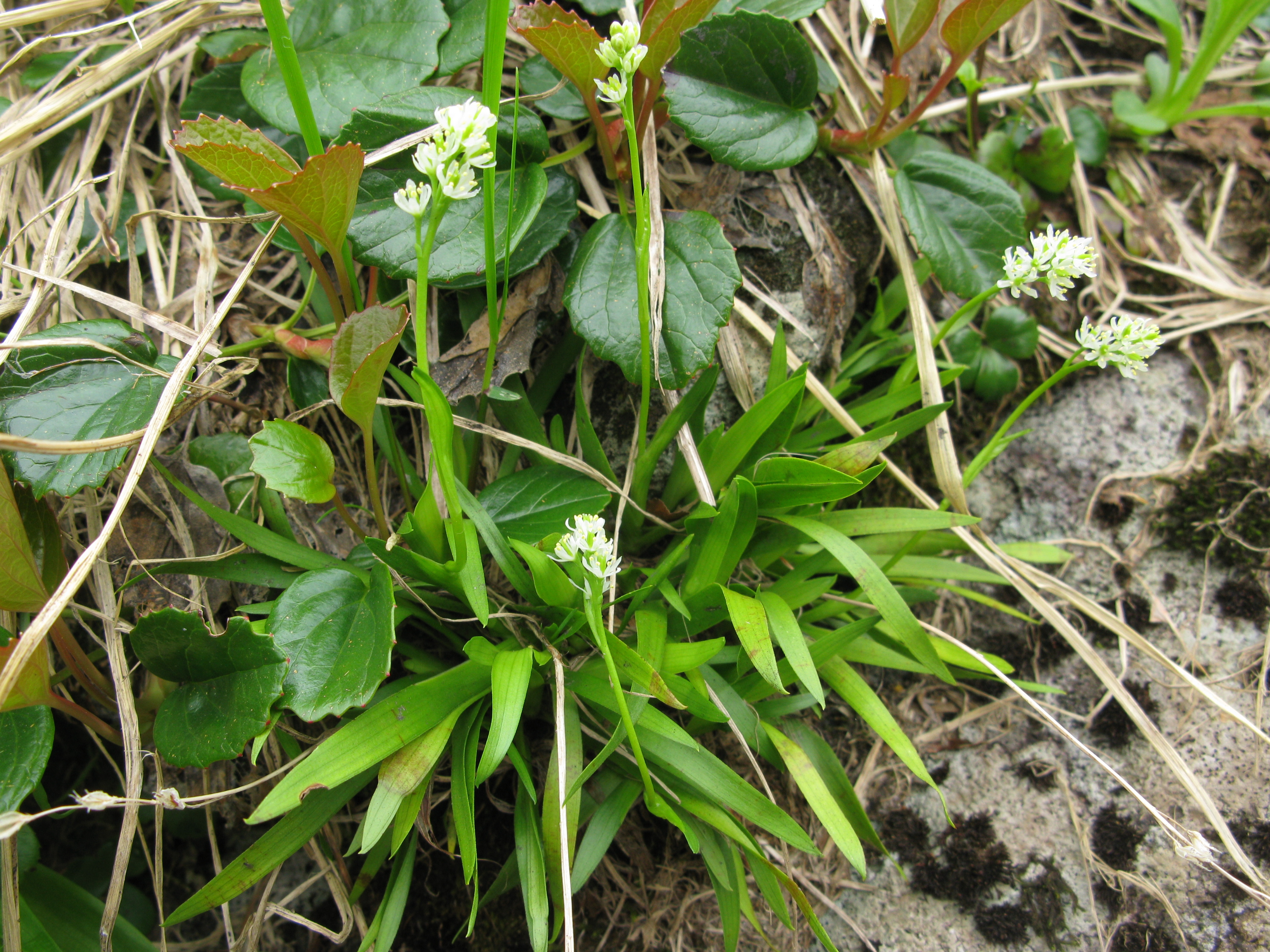
Habitus, Laubblätter und Blütenstände von Tofieldia okuboi

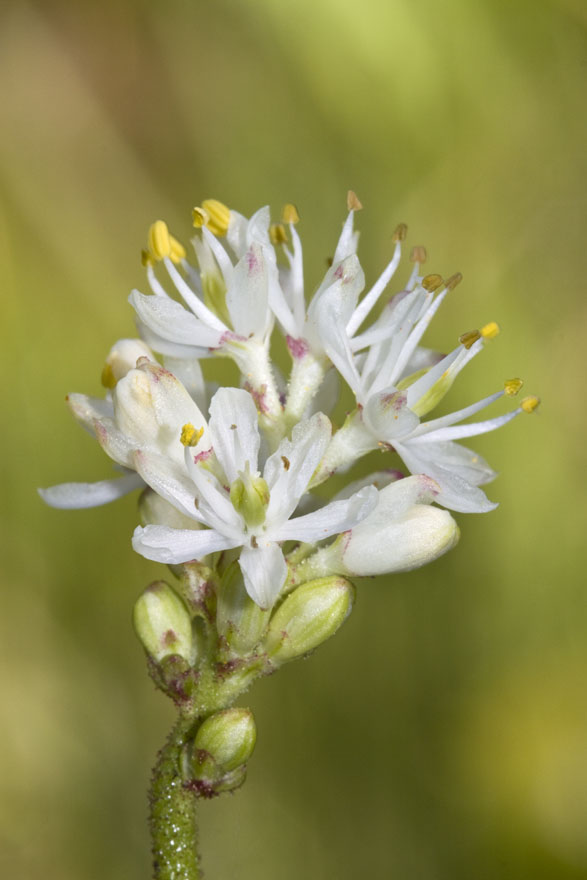
Blütenstand von Triantha occidentalis mit dreizähligen Blüten

Ihr Verbreitungsgebiet liegt hauptsächlich auf der Nordhalbkugel. Es gibt Areale von den Dauerfrostzonen bis in die Tropen. Verbreitungsgebiete sind die Südküsten Grönlands, Kanada, die nördlichen, östlichen und südöstlichen USA einschließlich Alaska, Skandinavien, Mitteleuropa, das nördliche Sibirien, das zentrale China, Japan, Korea und das nordwestliche Südamerika (Isidrogalvia in Kolumbien und Venezuela).
Früher gehörten die hier enthaltenen Gattungen zur Tribus Tofieldieae Kunth innerhalb der Liliaceae oder zu den Melanthiaceae (bei Dahlgren et al. 1985) oder 1998 zur Tribus Tofieldieae in der Unterfamilie Tofieldioideae (Takht.) M.N.Tamura innerhalb der Familie Nartheciaceae Fr. ex Bjurzon. 1995 stellte Armen Lewonowitsch Tachtadschjan in Botanicheskii Zhurnal. Moscow & Leningrad, Band 79, 12, S. 65 die Familie Tofieldiaceae auf. Typusgattung ist Tofieldia Huds. Die Tofieldiaceae gehören heute in einer basalen Stellung im Kladogramm in die Ordnung der Alismatales.
Die Familie Tofieldiaceae enthält fünf Gattungen mit 27 Arten:
- Harperocallis McDaniel: Sie enthält elf Arten, die in Florida und im tropischen Südamerika vorkommen.[2] Darunter:
  - Harperocallis flava McDaniel: Sie ist im nordwestlichen Florida beheimatet.[3][4][2]
- Isidrogalvia Ruiz & Pav.: Die fünf Arten sind im nordwestlichen Südamerika (Venezuela, Colombia, Ecuador and Peru) verbreitet.[4] (Sie werden von R. Govaerts zu Tofieldia gestellt).[2]
- Pleea Michx. (Sie wird von einigen Autoren in die Gattung Tofieldia eingegliedert): Sie enthält nur eine Art:
  - Pleea tenuifolia Michx.: Sie gedeiht in Höhenlagen von 0 bis 100 Metern in den östlichen US-Bundesstaaten Alabama, Florida, North Carolina sowie South Carolina.[5][2]
- Simsenlilien, auch Liliensimsen oder Torfsimsen genannt (Tofieldia Huds.): Die 7 bis 20 Arten sind auf der Nordhalbkugel in Nordamerika und Eurasien weitverbreitet.[6][7] Zu ihnen gehören beispielsweise:
  - Gewöhnliche Simsenlilie (Tofieldia calyculata (L.) Wahlenb.)
  - Kleine Simsenlilie (Tofieldia pusilla (Michx.) Pers.)
- Triantha (Nutt.) Baker (Sie wird von einigen Autoren in die Gattung Tofieldia eingegliedert): Von den vier Arten sind drei in Nordamerika verbreitet und eine Art kommt in Japan vor.[8][2]

## Weiterführende Literatur
- Ling-Yun Chen, Jin-Ming Chen, Robert Wahiti Gituru, Qing-Feng Wang: Eurasian origin of Alismatidae inferred from statistical dispersal-vicariance analysis. In: Molecular Phylogenetics and Evolution. Band 67, Nr. 1, April 2013, ISSN 1055-7903, S. 38–42, doi:10.1016/j.ympev.2013.01.001 (englisch).